# Hervé Bazin
Hervé Bazin (eigentlich Jean-Pierre Hervé-Bazin; * 7. April 1911 in Angers; † 17. Februar 1996 ebenda) war ein französischer Schriftsteller.

## Leben und Werk
Bazin erlebte eine schwierige Kindheit in einer frommen bürgerlichen Familie und widersetzte sich seiner autoritären Mutter. Er floh während seiner Jugend mehrfach von zu Hause, lehnte sich gegen die katholische Erziehung auf und brach die Verbindung zu seiner Familie im Alter von 20 Jahren ab.
Zunächst übte er verschiedene kleine Beschäftigungen aus und schrieb Gedichte. 1946 gründete er die Lyrikzeitschrift La Coquille und erhielt 1947 den Prix Guillaume Apollinaire für seine erste Gedichtsammlung Jour, der die Gedichtsammlung A la poursuite d’Iris folgte.
Auf Anraten Paul Valérys wandte er sich von der Lyrik ab und schrieb Prosa.
Die während seiner Kindheit mit der Mutter ausgetragenen Konflikte verarbeitete er 1948 in seinem bekanntesten Roman Vipère au poing, in dem er die hasserfüllte Beziehung zwischen einer harten und grausamen Mutter und ihren Kindern erzählt. Bazin hatte mit diesem autobiografischen Roman einen Aufsehen erregenden Erfolg. Das Buch wurde 1971 für das Fernsehen und 2004 von Philippe de Broca unter demselben Titel für das Kino verfilmt und zählt heute zu den Klassikern der französischen Nachkriegsliteratur.
Vipère au poing ist der erste Teil der Trilogie Les Rezeau (Familie Rezeau). Die beiden Folgebände La mort du petit cheval (1950, Das Tischtuch ist zerschnitten), und Cri de la chouette (1970, Die Eule ruft), handeln von Jeans Versuch, das väterliche Erbe und Unabhängigkeit von der geizigen und starrsinnigen Mutter zu ertrotzen, die weiterhin als arglistige Gegenspielerin dargestellt wird.
Sowohl hinsichtlich seiner Thematik als auch seiner Schreibweise knüpft Bazin an den älteren Familienroman des ausgehenden 19. Jahrhunderts an. Wie in diesem traditionellen französischen Gesellschaftsroman ruht das Hauptaugenmerk auf der minutiösen Dokumentation französischer Alltagswelten und der moralischen Kritik der darin situierten Mentalitäten.
1960 wurde Bazin Mitglied der Académie Goncourt, deren Präsident er 1973 wurde.
Politisch gehörte er zum Mouvement de la Paix (Friedensbewegung), die der Kommunistischen Partei nahestand, der Bazin sich ebenfalls verbunden fühlte. 1980 erhielt er den Leninpreis.
Bazin ist Großneffe des Académicien René Bazin.

## Alternative französische Rechtschreibung
In seinem 1966 erschienenen Essay Plumons l’oiseau - Divertissement (Lasst uns den Vogel rupfen – Unterhaltung) entwirft Bazin mit der l’ortografiǝ lojikǝ (Logische Rechtschreibung) eine im Wesentlichen phonematische Orthographie für die französische Sprache. Dafür schlägt er auch sechs neue Satzzeichen („points d’intonation“) vor:

Point d’amour (Liebe)
Point de conviction (Überzeugtheit)
Point d’autorité (Autorität)
Point d’ironie (Ironie, siehe auch: Ironiezeichen)
Point d’acclamation (Zustimmung)
Point de doute (Zweifel)

Beispiel:
| Klassische Orthografie | ortografiǝ lojikǝ |
| --- | --- |
| J’aime, dit l’amant, Je parle, dit le député, J’enseigne, dit le professeur, Je régne, dit le roi, Je crois, dit le moine, Je pense, dit le philosophe, Je trouve, dit le savant… | J’èmǝ di l’amã, Je parlǝ, di le député, J’ãsèñǝ, di le profèsœr, Je réñǝ di le rw͐a, Je krw͐a di le mw͐anǝ, Je pãsǝ, di le filozofǝ, Je trwvǝ, di le savã… |

## Werke (Auswahl)
Lyrik:
- Jour, 1946
- A la poursuite d'Iris, 1948
- Bestiaire, 1953
- Humeurs, 1953

Romane, Erzählungen:
- Les Rézeau

- Vipère au Poing, 1948 (Viper im Würgegriff)
- La Mort du petit cheval, 1950 (Das Tischtuch ist zerschnitten)
- Le Cri de la chouette, 1970 (Die Eule ruft)
- La Tête contre les murs, 1949 (Mit dem Kopf durch die Wand)
- Le Bureau des Mariages, 1951 (Das Heiratsbüro)
- Lève toi et marche, 1952 (Steh auf und geh)
- Qui j'ose aimer, 1956 (Den ich zu lieben wage)
- Au nom du fils, 1960 (Mein Sohn)
- Chapeau bas, 1963
- Les Bienheureux de la désolation, 1970 (Glück auf dem Vulkan)
- Madame Ex, 1975 (Madame X)
- Le Démon de minuit, 1988
- Le Neuvième Jour, 1994

Essays:
- La Fin des asiles, 1959
- Ce que je crois, 1977